# Bikač, Banatul de Nord

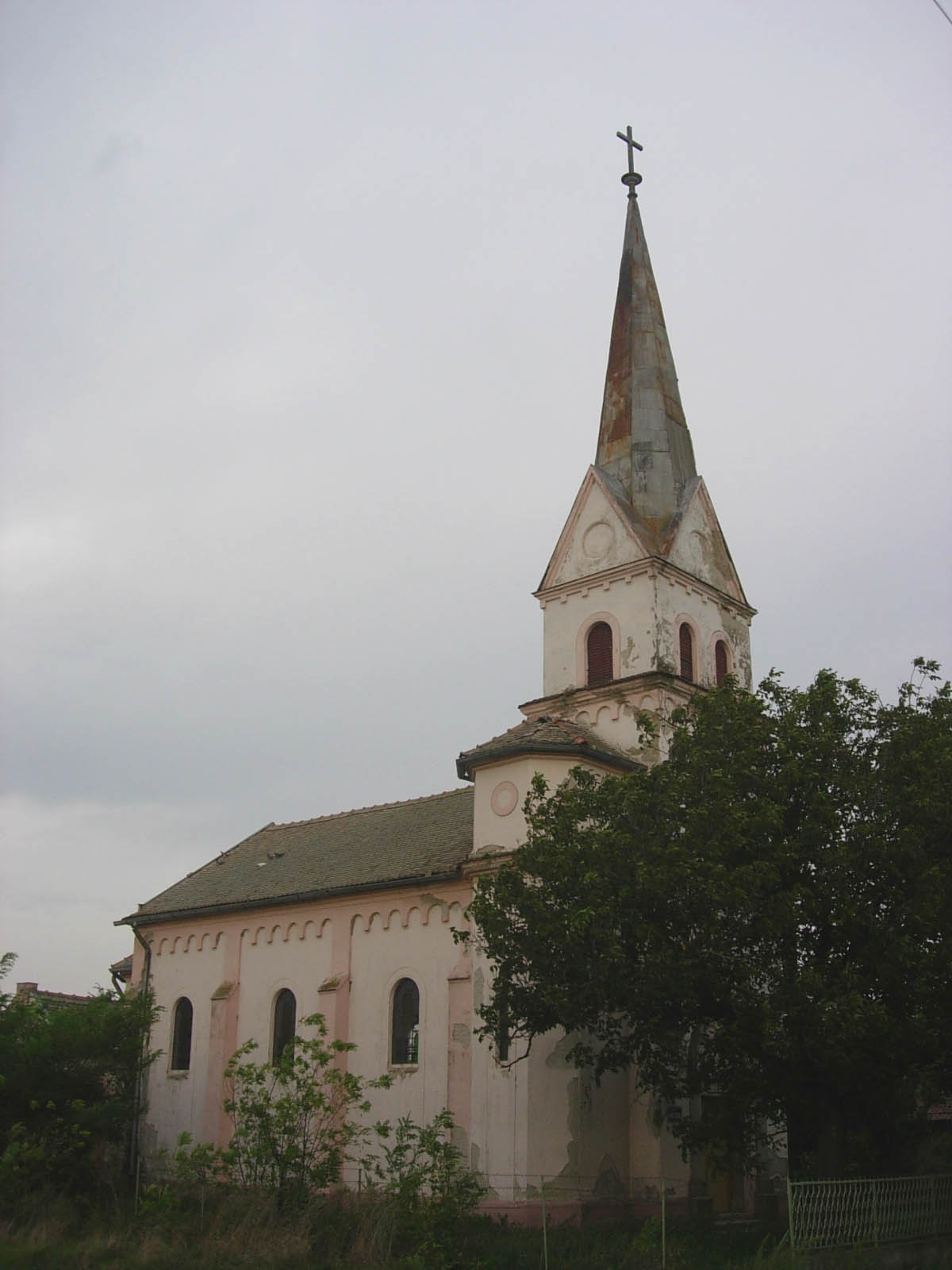
Biserica romano-catolică din Bikač

Bikač (Бикач) este o așezare în comuna Chichinda Mare, Districtul Banatul de Nord, Voivodina, Serbia. Bikač nu este considerat, oficial, ca localitate separată, ci ca parte a satului Bašaid.

## Populație
După recensământul din 1971, populația așezării era de 324 locuitori.